# Gyrator littorales
Gyrator littorales is een soort in de taxonomische indeling van de platwormen (Platyhelminthes). De worm is tweeslachtig en kan zowel mannelijke als vrouwelijke geslachtscellen produceren. De soort leeft in zeer vochtige omstandigheden. 
De platworm komt uit het geslacht Gyrator. Gyrator littorales werd in 1843 beschreven door Ørsted.